# Javi Gracia
Javier Gracia Carlos (Pamplona, Navarra, 1 de mayo de 1970), más conocido como Javi Gracia, es un exfutbolista y entrenador español.

## Trayectoria como jugador
Formado en las categorías inferiores del Athletic Club, pasó tres temporadas en el Bilbao Athletic sin llegar a debutar con el primer equipo. En ese periodo fue internacional en las categorías inferiores (sub-20 y sub-21) de la selección española. De modo que se fue cedido a la UE Lleida. Fue pieza clave en el ascenso de los catalanes a Primera, pero el club no quiso quedárselo en propiedad, marchándose al Real Valladolid. Tras dos años en el conjunto pucelano, recaló en la Real Sociedad (1995-99), y también jugó en el Villarreal CF (1999-03). Se retiró en 2004, en las filas del Córdoba CF.

## Trayectoria como entrenador

#### Cádiz
Su debut a nivel profesional en los banquillos se produjo al frente del Cádiz Club de Fútbol, al que ascendió a Segunda A en la temporada 2008-09. Acabó siendo cesado en enero de 2010, debido a que el conjunto gaditano ocupaba puestos de descenso.

#### Villarreal "B"
En la temporada 2010-11 fue contratado por el Villarreal "B". Tampoco llegó a terminar la campaña, siendo despedido a sólo 5 jornadas del final de la Liga, con el equipo a 5 puntos de los puestos de descenso y tras una mala racha de sólo 6 puntos de los últimos 39.

#### Grecia
En junio de 2011, Gracia fue contratada por el Olympiacos Volou, que había terminado quinto en la Superliga de Grecia. Debutó con los primeros partidos europeos de su carrera como técnico, eliminando al FK Rad y al FC Differdange 03 en la UEFA Europa League, pero luego el equipo fue expulsado de la máxima categoría y de la competencia europea debido a su supuesta participación en el escándalo de amaño de partidos de Koriopolis.
Habiendo rescindido su contrato, Gracia permaneció en la misma liga por el resto de la temporada 2011-12 en AO Kerkyra. Llevó al club con sede en Corfú a los octavos de final de la Copa de Grecia, donde perdieron por un solo gol ante el Asteras Tripolis.

#### UD Almería
En junio de 2012, fichó por la Unión Deportiva Almería. El equipo almeriense acabó la Liga en tercera posición, accediendo al "play-off", y tras eliminar a Las Palmas y al Girona, logró ascender a Primera División. Pero tras el éxito, el club y el técnico no llegaron a un acuerdo sobre su renovación.

#### CA Osasuna
El 4 de septiembre de 2013, sin poder hacer la pretemporada, se incorporó al Club Atlético Osasuna como nuevo técnico. Aunque al final de la primera vuelta parecía que el equipo navarro se alejaba del descenso, volvió a los últimos puestos en las últimas jornadas de la Liga y acabó bajando a Segunda División pese a ganar su último partido. Consumado el descenso, rechazó la opción de continuar en el banquillo de El Sadar.

#### Málaga CF
El 30 de mayo de 2014, el Málaga Club de Fútbol anunció su llegada como nuevo entrenador blanquiazul. Sorprendentemente, pese a las restricciones de gastos en fichajes, el equipo andaluz rindió a un nivel destacable, ya que estuvo gran parte de la Liga en una 7.ª posición que le hubiera dado acceso a la Europa League, pero finalmente acabó 9.º.
La temporada 2015-16 comenzó con mal pie, pues el conjunto malacitano sólo consiguió 2 puntos en los 5 primeros partidos, sin poder marcar un solo gol. Sin embargo, acabó reaccionando y concluyó la primera vuelta del campeonato en una sólida 10.ª posición. El 15 de marzo de 2016, Gracia renovó su contrato con el club hasta 2019. Tras una buena segunda vuelta, el equipo andaluz finalizó 8.º en la clasificación, a un paso de la clasificación europea.

#### Rubin Kazan
El 24 de mayo de 2016, el Málaga anunció que Javi Gracia no continuaría en el club, pues el entrenador había decidido aceptar una oferta del Rubin Kazan. El club ruso confirmó su llegada el 27 de mayo. Tras obtener el 9.º puesto en la Liga rusa, abandonó la entidad el 8 de junio de 2017.

#### Watford
El 21 de enero de 2018, se convirtió en el nuevo técnico del Watford Football Club. Llegó al equipo inglés a mediados de temporada, logrando la permanencia al obtener la 14.ª posición en la clasificación final de la Premier League 2017-18. El 28 de noviembre de 2018, tras firmar un comienzo de temporada ilusionante en el que ganó sus 4 primeros partidos en la Premier League, renovó su contrato con el club hasta 2023. Pero a pesar de mantener la categoría y llevar al equipo a la final de la FA Cup la temporada anterior, fue cesado el 7 de septiembre de 2019, tras un mal inicio de curso.

#### Valencia
El 27 de julio de 2020, fue presentado como nuevo entrenador del Valencia CF hasta 2022. Sin embargo, fue destituido el 3 de mayo de 2021, a falta de 4 jornadas para el final de la Liga, dejando al equipo en 14.ª posición, 6 puntos por encima de los puestos de descenso.

#### Al-Sadd
El 7 de diciembre de 2021, se convirtió en nuevo técnico del Al-Sadd y firmó hasta 2023 con opción a un año más. El 16 de junio de 2022, abandonó el cargo de mutuo acuerdo con el club y fue reemplazado por Juan Manuel Lillo.

#### Leeds United
El 21 de febrero de 2023, se convirtió en nuevo técnico del Leeds United con el objetivo de salvarlo del descenso, siendo su segunda experiencia en la Premier League de Inglaterra. El club anunció que el contrato sería "flexible", pero no dio más detalles sobre esa declaración, diciendo además que el nombramiento de Gracia estaría sujeto a la emisión de un permiso de trabajo. El 2 de mayo de 2023, fue destituido como entrenador del conjunto inglés, 17º clasificado en aquel momento tras haber sumado un solo punto en los 5 últimos partidos.

## Selección regional
En 2003 participó en el primer partido de la historia de la selección de fútbol de Navarra.

## Clubes

### Como jugador
| Club            | País   | Año       | Partidos | Goles |
| --------------- | ------ | --------- | -------- | ----- |
| Bilbao Athletic | España | 1989-1992 | 100      | 12    |
| Lleida          | España | 1992-1993 | 41       | 13    |
| Real Valladolid | España | 1993-1995 | 75       | 3     |
| Real Sociedad   | España | 1995-1999 | 119      | 13    |
| Villarreal      | España | 1999-2002 | 99       | 7     |
| Córdoba         | España | 2002-2004 | 41       | 0     |

### Como entrenador
| Club                    | País       | Año         | PJ          | PG          | PE          | PP          | Efectividad |
| ----------------------- | ---------- | ----------- | ----------- | ----------- | ----------- | ----------- | ----------- |
| Villarreal CF (Juvenil) | España     | Desconocido | Desconocido | Desconocido | Desconocido | Desconocido | Desconocido |
| Pontevedra              | España     | 2007-2008   | 57          | 28          | 19          | 20          | 60.23%      |
| Cádiz                   | España     | 2008-2010   | 63          | 30          | 16          | 17          | 56.09%      |
| Villarreal "B"          | España     | 2010-2011   | 38          | 14          | 5           | 19          | 41.23%      |
| Olympiakos Volou        | Grecia     | 2011        | 4           | 3           | 1           | 0           | 83.33%      |
| Kerkyra                 | Grecia     | 2011-2012   | 21          | 7           | 4           | 10          | 39.68%      |
| Almería                 | España     | 2012-2013   | 50          | 28          | 9           | 13          | 62%         |
| Osasuna                 | España     | 2013-2014   | 39          | 10          | 11          | 18          | 35.04%      |
| Málaga                  | España     | 2014-2016   | 84          | 28          | 23          | 33          | 42.46%      |
| Rubin Kazán             | Rusia      | 2016-2017   | 34          | 13          | 8           | 13          | 46.08%      |
| Watford                 | Inglaterra | 2018-2019   | 66          | 25          | 13          | 28          | 44.45%      |
| Valencia                | España     | 2020-2021   | 38          | 11          | 12          | 15          | 39.48%      |
| Al-Sadd                 | Catar      | 2021-2022   | 22          | 16          | 2           | 4           | 75.76%      |
| Leeds United            | Inglaterra | 2023        | 12          | 3           | 2           | 7           | 30.56%      |
| Total                   | Total      | Total       | 526         | 214         | 124         | 188         | 48.54%      |

## Palmarés

### Como entrenador

#### Campeonatos nacionales
| Título                  | Club       | País   | Año     |
| ----------------------- | ---------- | ------ | ------- |
| Segunda División B      | Pontevedra | España | 2006-07 |
| Segunda División B      | Cádiz      | España | 2008-09 |
| Liga de fútbol de Catar | Al-Sadd    | Catar  | 2021-22 |